# Everybody (pjesma)
"Everybody" je pjesma iz 2001. kojom su Tanel Padar, Dave Benton i 2XL predstavljali Estoniju na Eurosongu u Danskoj. Tekst pjesme napisala je Maian-Anna Kärmas, a glazbu Ivar Must. Pjesma je izvedena 20. po redu, nakon njemačke predstavnice Michelle s pjesmom "Wer Liebe lebt", a prije malteškog predstavnika Fabrizia Fainella s pjesmom "Another Summer Night". Na kraju glasovanja, pjesma je osvojila 198 bodoova i prvo mjesto, čime je obilježila prvu estonsku pobjedu na Eurosongu.
Tekst pjesme je poprilično jednostavan i zapravo je običan poziv na tulum. No, unatoč tome, pjesma je poznata po dvije stvari. Prva od njih je ta da je Dave Benton bio najstariji pobjednik Eurovizije ikada, a druga da je taj isti pjevač bio prvi crnac koji je pobijedio na Eurosongu. 
Estonija je ovom pobjedom postala prva zemlja s područja bivšeg Sovjetskog Saveza koja je osvojila Eurosong (Latvija i Ukrajina će ubrzo postati druga i treća). Pjevač Tanel Padar nastupio je i na Eurosongu 2000., ali kao jedan od back-vokala Edi-Ines Etti, koja mu je bila tadašnja djevojka.
Tanela i Davea je pratila skupina od četiri pjevača (Lauri Pihlap, Kaido Põldma, Sergej Morgun i Rene Soom) poznata kao 2XL.
Pjesmu je na poziciji estonskog predstavnika nasljedila Sahlene s pjesmom "Runaway", a na pobjedničkoj poziciji pjesma "I Wanna" koju je, kao latvijska predstavnica izvodila Marie N.